# Vitória FC
Vitória Futebol Clube, cunoscut și ca Vitória de Setúbal, este un club de fotbal din Setúbal, Portugal, care evoluează în Primeira Liga. El a fost fondat în 1910. Stadionul clubului se numește Estádio do Bonfim, cu o capacitate de 21,530 locuri, iar culorile echipei sunt verdele și albul.

## Palmares
- Cupa Portugaliei: 3
  - 1964-65, 1966-67, 2004-05

## ClasamentulUEFA
Clasamentul pentru sezonul 2008/09 (Locurile de anul trecut, Coeficienți Uefa în paranteze)
- 127  (133)  VfL Bochum (16.640)
- 128  (130)  Panionios F.C. (16.415)
- 129  (146)  Vitória F.C. (16.107)
- 130  (131)  C.S. Marítimo (16.107)
- 131  (141)  U.D. Leiria (16.107)
- Lista întreagă Arhivat în 26 august 2007, la Wayback Machine.